# Tyta

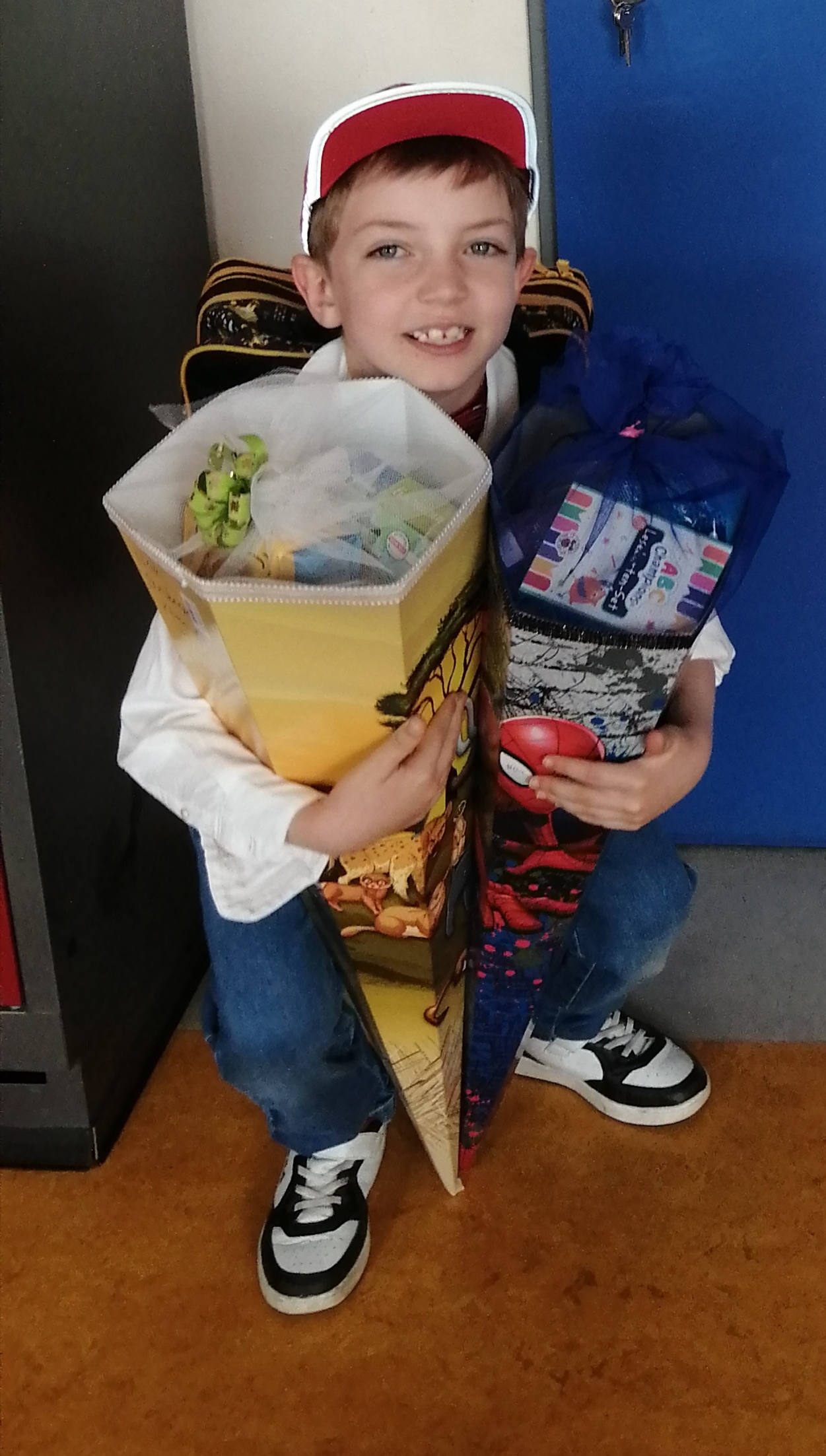
Pierwszak z tytą

Tyta (niem. Schultüte, Zuckertüte) – zwyczajowy prezent otrzymywany przez dzieci idące po raz pierwszy do szkoły. 
Ma postać rogu obfitości wypełnionego słodyczami – odwróconego stożka lub ostrosłupa z kartonu, oklejonego ozdobnym papierem. Niekiedy owinięta jest celofanem i związana u góry wstążką. Zwyczaj obdarowywania pierwszaków podobnymi upominkami odnotowano w Niemczech na początku XIX wieku (potwierdzony w 1817 roku w Jenie).
Zwyczaj znany na terenie zachodniej Polski z dwudziestolecia międzywojennego, obecnie występuje na Górnym Śląsku i w Jaworznie, spotykany także w Wielkopolsce i na Warmii.
Na Górnym Śląsku dzieciom z uboższych rodzin okolicznościowe tyty fundowane są przez organizacje społeczne i fundacje.
Po dokonanym podziale Niemiec w ich części wschodniej (NRD) przyjęły się sześciokątne Zuckertüten o długości 85 cm, podczas gdy w zachodniej części nadal stosowano tradycyjne okrągłe (zwykle o długości 70 cm).
Jako odpowiednik dla zwykłych torebek na cukier, w gminie Vogtei wytwarzane są specjalne pudełka na cukier (Zuckerschachteln), rozdawane dzieciom rozpoczynającym naukę w szkole. Mają postać pudełka na chipy ozdobionego obrazkami i powiedzeniami. Zwyczaj ten być może nawiązuje do dawnych skrzynek wytwarzanych z kory drzewnej, służących do przewożenia drobnych przedmiotów.